# أندريه كوسيرا
أندريه كوسيرا هو لاعب كرة قدم تشيكي في مركز الدفاع، ولد في 3 مايو 1987 في تشيكوسلوفاكيا. لعب مع FK Dukla Prague ‏.

## وصلات خارجية
- أندريه كوسيرا على موقع قاعدة بيانات كرة القدم.إي يو (الإنجليزية)
- أندريه كوسيرا على موقع Soccerway.com (الإنجليزية)